# Statika
Statika (prema grčkom στατιϰὴ [τέχνη]: znanost o ravnoteži, od στατιϰός: koji zaustavlja) je grana mehanike koja proučava skupove sila i ravnotežu tijela na koja te sile djeluju. Ravnotežu fluida proučavaju aerostatika i hidrostatika (mehanika fluida).
U statici krutih tijela osnovne su veličine sila, moment sile i spreg sila. Teorijski dio statike bavi se metodama sastavljanja i rastavljanja sila i redukcijom skupa sila na jednu silu (rezultanta) i jedan moment (spreg). U posebnom slučaju, svaka od tih dviju veličina može biti jednaka nuli ili obje mogu biti jednake nuli. Ako su obje veličine jednake nuli, tijelo je u ravnoteži, koja se u statici posebno proučava postavljanjem uvjetâ ravnoteže, iz kojih, ovisno o skupu sila, slijedi strogo određen broj jednadžbi ravnoteže. U tim se jednadžbama pojavljuju, osim geometrijskih veličina, poznate (zadane) sile koje djeluju na tijelo (opterećenje) i reaktivne sile kojima oslonci djeluju na tijelo (reakcije veza) i koje su u pravilu nepoznate. Ako broj nepoznanica odgovara broju postavljenih jednadžbi, zadatak je statički određen i nepoznanice se mogu odrediti metodama statike krutih tijela. U protivnom (statički neodređeni zadatci), trebaju se primijeniti dopunske jednadžbe mehanike čvrstih tijela. Primijenjena statika prouča veze tijela s okolinom (oslonci, zglobovi, uklještenja) ravnoteža ravnih, zakrivljenih, okvirnih i rešetkastih nosača i druge složene sustave krutih tijela. Proučavaju se i sile trenja između dvaju tijela, kada se može pretpostaviti da vrijedi Coulombov zakon trenja.
Statika proučava uvjete ravnoteže materijalnih tijela na koja djeluju sile i zakone pretvorbe sustava sila što djeluju na kruta tijela. Pod statičkom ravnotežom tijela podrazumijeva se njegovo stanje mirovanja s obzirom na određeni referentni sustav. Ako je to inercijski (ubrzanje) sustav, ravnoteža je apsolutna, u protivnom relativna. U tehničkim problemima u većini slučajeva za inercijski sustav, referentni sustav može se uzeti sustav vezan za Zemlju. Ako se tijelo djelovanjem sila giba pravocrtno i jednolikom brzinom (v = konstantna), tijelo je u dinamičkoj ravnoteži. Tada za tijelo vrijedi prvi Newtonov zakon (zakon inercije), može se reći da se tijelo ponaša kao da na njega ne djeluje nikakva sila. Stanje mirovanja se podrazumijeva kada je brzina sustava jednaka nuli (v = 0).

## Povijest statike
Statika (grč. στατιχη statike, prvobitno značenje: učenje o težinama i ravnoteži) najstarija je grana mehanike, njezini osnovni zakoni bili su uglavnom poznati već u starom vijeku. Prve znanstvene osnove postavio je Arhimed (oko 287. pr. Kr. - 212. pr. Kr.). Među ostalima, postavio je strogu teoriju ravnoteže poluge na koju djeluju paralelne sile. U 17. stoljeću francuski je matematičar Pierre Varignon (1654. – 1722.) razradio geometrijsku teoriju ravnoteže s pomoću pojma momenta sile, koju su u 19. stoljeću svojim radovima dopunili francuski znanstvenici Louis Poinsot (1777. – 1859.) i Michel Chasles (1793. – 1880.). Time su uglavnom bile postavljene osnove teorije statike krutog tijela.

## Podjela statike
Prema načinu i metodama proučavanja uvjeta ravnoteže, razlikuju se geometrijska i analitička statika krutih tijela. Geometrijska statika proučava metode svođenja zadanog sustava sila na jednostavniji oblik i uvjeti ravnoteže zadanog sustava sila. Kako je sila koja djeluje na kruto tijelo klizeći vektor, mogu se pri tome upotrijebiti metode vektorske algebre. Zbog toga razmatranja u tom dijelu statike imaju geometrijska obilježja, pa se taj dio statike naziva još i geometrijom sila.
Problemi statike krutih tijela mogu se rješavati i analitičkim postupkom, pri čemu se zadane i tražene veličine razmatraju i određuju brojčano. Analitička statika zasniva se na načelu virtualnih radova, koji se ubraja u osnovna načela mehanike. To načelo daje opće uvjete ravnoteže mehaničkih sustava. 
Prema agregatnom stanju tijela razlikuje se statika čvrstih tijela (ili samo statika), statika tekućina (hidrostatika) i statika plinovitih tijela (aerostatika). Statika čvrstih tijela dijeli se dalje na statiku krutih (stereostatika) i statiku elastičnih tijela (elastostatika, statika deformabilnih tijela, nauka o čvrstoći ili otpornost materijala). U posljednje vrijeme razvija se i statika plastičnih tijela (plastostatika). 

## Ravnoteža
Ravnoteža je stanje odnosno odnos u kojem su sve sile koje djeluju na nešto (neki predmet ili sustav) međusobno neutralizirane, u potpunosti ili u mjeri takvoj da se promatrani objekt ne pomiče unutar referentnog sustava. U mehanici materijalna je točka u ravnoteži ako je vektorski zbroj sila koje djeluju na tu točku jednak nuli. Kruto je tijelo u ravnoteži ako je vektorski zbroj svih sila koje na nj djeluju jednak nuli i ako je algebarski zbroj svih momenata sila, s obzirom na svaku od tri bilo koje međusobno okomite osi, jednak nuli. Obično razlikujemo tri vrste ravnoteže ovisno o tome je li potencijalna energija promatranog sustava minimalna, maksimalna ili pak konstantnoga iznosa (vidi slike):
- stabilna ravnoteža - potencijalna energija promatranog sustava minimalna
- labilna ravnoteža - potencijalna energija promatranog sustava je maksimalna
- indiferentna

Kada se sustav izvede iz stabilne ravnoteže, on ponovno sam od sebe prelazi u prijašnje stanje; ako se pomakne iz stanja labilne ravnoteže, prijeći će u stanje stabilne ravnoteže, dok će u slučaju indiferentne ravnoteže ostati u onome stanju u koje se dovede.

## Statički pojam sile
Pod silom se u statici podrazumijeva količinska mjera mehaničkog uzajamnog djelovanja između materijalnih tijela. Sila predstavlja osnovni pojam u statici. Djelovanje sile na kruto tijelo određuje se (vektor):
- brojnom vrijednošću sile (iznosom ili intenzitetom),
- pravcem (pravac djelovanja sile),
- smjerom sile,
- hvatištem sile.

### Sustavi sila
Skup svih sila koje djeluju na bilo koje kruto tijelo zove se sustav sila. Pri tome se razlikuje slobodno i vezano (neslobodno) tijelo. Slobodnom tijelu nisu nametnute nikakve veze i ono može iz zadanog položaja prijeći u bilo koji drugi položaj u prostoru. Ako slobodno tijelo pod djelovanjem zadanog sustava sila može biti u ravnoteži, odnosno miruje, onda je to uravnoteženi sustav sila. Ako se pak jedan sustav sila koji djeluje na slobodno tijelo može zamijeniti drugim sustavom sila, a da se pri tome ne promijeni stanje mirovanja ili stanje gibanja krutog tijela, za takva se dva sustava kaže da su jednakovrijedna ili ekvivalentna. 
Sile koje djeluju na kruto tijelo ili na sustav krutih tijela mogu biti vanjske i unutarnje. Vanjske sile određuju djelovanje drugih tijela koja ne ulaze u promatrani sustav (na promatrana tijela), dok unutarnje sile određuju uzajamno djelovanje među tijelima zadanog sustava. Unutarnje sile čine uravnoteženi sustav sila i ne utječu na uvjete ravnoteže tijela. Zato se u statici krutog tijela razmatraju uvjeti ravnoteže samo vanjskih sila. U statici deformabilnih tijela uzimaju se u obzir i vanjske i unutarnje sile. Sustavi sila mogu biti ravninski i prostorni.

## Pravila statike
Osim Newtonovih zakona gibanja, u statici se primjenjuje još nekoliko pravila koja određuju najjednostavnije i opće zakone kojima se podvrgavaju sile što djeluju na jedno i isto tijelo ili sile što djeluju na tijela koja uzajamno djeluju jedno na drugo. U pravilima statike radi se o svojstvima sila koja su određena mnogobrojnim neposrednim promatranjima. Prva dva pravila statike izražavaju pravila djelovanja sila kad se stanje tijela pod djelovanjem zadanog sustava sila ne mijenja.

### Prvo pravilo statike
Ako na slobodno kruto tijelo djeluju sile u različitim točkama, onda takvo tijelo može biti u ravnoteži samo ako su te sile jednakog iznosa ({\displaystyle \scriptstyle {\vec {T}}} = {\displaystyle \scriptstyle {\vec {F}}}) i ako imaju zajednički pravac djelovanja, a suprotan smjer.

### Drugo pravilo statike
Drugo pravilo statike ili pravilo o pomicanju hvatišta sile govori da se hvatište sile, koja djeluje na kruto tijelo, može slobodno pomicati po pravcu njenog djelovanja, bez ikakva utjecaja na stanje gibanja, odnosno mirovanja tijela. Takva sila je vektor vezan za pravac ili se može reći klizni vektor.

### Treće pravilo statike
Treće pravilo statike govori da se dvije sile ({\displaystyle \scriptstyle {\vec {F}}}1 i {\displaystyle \scriptstyle {\vec {F}}}2) koje djeluju u jednoj točki tijela mogu zamijeniti jednom silom ({\displaystyle \scriptstyle {\vec {R}}} = {\displaystyle \scriptstyle {\vec {F}}}1 + {\displaystyle \scriptstyle {\vec {F}}}2) koja je njihova rezultanta. Rezultanta je jednaka dijagonali paralelograma kojemu su stranice zadane sile. To je pravilo poznato i pod nazivom pravilo paralelograma sile.

### Četvrto pravilo statike
Četvrto pravilo statike ili pravilo o oslobađanju tijela od nametnutih oslonaca govori da svako vezano (neslobodno) kruto tijelo može se promatrati kao slobodno, ako se postojeći oslonci koje ograničavaju slobodu gibanja zamijene reakcijama oslonaca, koje treba dodati zadanim silama. Na osnovi tog pravila svaki problem ravnoteže vezanog tijela može se svesti na određeni problem slobodnog tijela.
- Drugo pravilo statike govori da se hvatište sile, koja djeluje na kruto tijelo, može slobodno pomicati po pravcu njenog djelovanja, bez ikakva utjecaja na stanje gibanja, odnosno mirovanja tijela.
- Treće pravilo statike govori da dvije sile ({\displaystyle \scriptstyle {\vec {F}}}1 i {\displaystyle \scriptstyle {\vec {F}}}2) koje djeluju u jednoj točki tijela mogu se zamijeniti jednom silom ({\displaystyle \scriptstyle {\vec {R}}} = {\displaystyle \scriptstyle {\vec {F}}}1 + {\displaystyle \scriptstyle {\vec {F}}}2) koja je njihova rezultanta. Također vrijedi {\displaystyle \scriptstyle {\vec {R}}} = {\displaystyle \scriptstyle {\vec {T}}}.
- Četvrto pravilo statike govori da svako vezano kruto tijelo može se promatrati kao slobodno, ako se postojeći oslonci koji ograničavaju slobodu gibanja zamijene reakcijama oslonaca, koje treba dodati zadanim silama.
- Četvrto pravilo statike: cijev se može promatrati kao greda koja leži na dva oslonca.

## Oslonac ili veza
Oslonac  ili veza u statici (mehanici) je mehanički ili fizički dio (uređaj) koji ograničava ili sprječava gibanje nekog tijela. Ako se tijelo ili čestica ne može od oslonca odvojiti, oslonac se naziva postojanim (na primjer prsten na užetu), u protivnom oslonac je nepostojan. Na primjer uteg na stolu može se premještati po stolu i pri tome se oslonac ne prekida, ali se može i podići, a time je oslonac prekinut. Oslonci koje ne zavise od vremena zovu se stacionarni oslonci, a one koje zavise od vremena su nestacionarni oslonci .
Razlikuju se unutarnji i vanjski oslonci sustava. Unutarnji oslonci sprječavaju relativni pomak pojedinih tijela unutar sustava. Prema tome, ako su oslonci ona tijela koja pripadaju promatranom sustavu, onda su to unutarnje oslonci i obratno. Materijalni sustav koji ima samo unutarnje oslonce zove se slobodni sustav. Djelovanje oslonaca na materijalni sustav očituje se u tome što oslonci sprječavaju, odnosno mijenjaju gibanje sustava koje bi priložene vanjske sile pobudile kad bi sustav bio slobodan. Zbog toga se može smatrati da oslonci stvaraju isto djelovanje kao i sile, pa se u statici djelovanje oslonaca, prema četvrtom pravilu statike, zamjenjuje silama koje se zovu reakcije oslonaca  ili samo reakcije.
Sile koje ne zavise od oslonaca zovu se zadane (aktivne), a reakcije oslonaca zavisne (pasivne) sile. Reakcije oslonaca razlikuju se od zadanih sila koje djeluju na tijelo u tome što njihovi iznosi uvijek zavise od zadanih sila i nisu unaprijed poznate. Na primjer, pri krutom štapu reakcija oslonca ima pravac djelovanja uzdužne osi, a takva veza može prenositi vlačne i tlačne sile. 

## Statička određenost i neodređenost
Statička neodređenost je pojam koji se koristi u statici kod rješavanja zadataka o ravnoteži tijela ili neke neslobodne čestice. Reakcije oslonaca (veza) s kojima se radi u statici su u većini slučajeva nepoznate, bilo po pravcu bilo po iznosu (intenzitetu). Broj nepoznanica od broja i svojstava oslonaca. Ako taj broj nije veći od broja jednadžbi ravnoteže koje sadrže reakcije oslonaca, zadatak je statički određen, a pripadni sustav tijela (ili čestica) zove se statički određeni sustav. U protivnom se govori o statički neodređenim zadacima, odnosno sustavima.